# Sowjetische Kontrollkommission

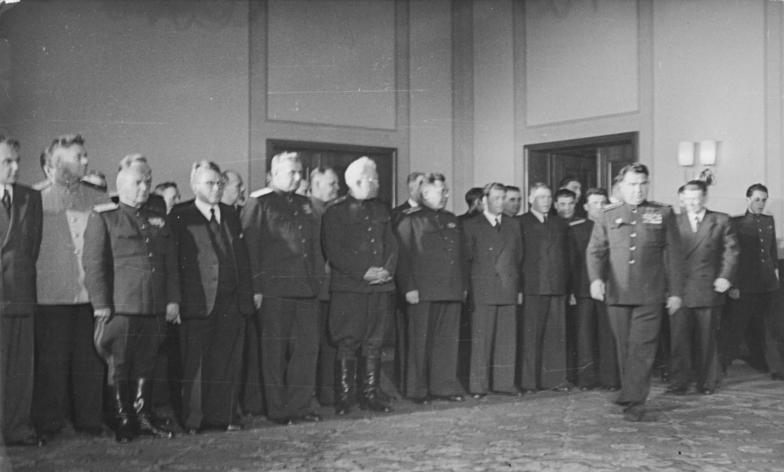
Empfang bei der Sowjetischen Kontrollkommission am 11. November 1949

Die Sowjetische Kontrollkommission (SKK) war eine Überwachungs- und Leitungsinstitution der sowjetischen Besatzungsmacht über die Führung der DDR. Sie bestand vom 10. Oktober 1949 bis zum 28. Mai 1953.
Ihre Legitimation begründete sich in den Vereinbarungen, die die Alliierten in der Potsdamer Konferenz (17. Juli bis 2. August 1945) getroffen hatten. Danach sollte die Militärregierung ihre Aufgaben nach einer Übergangszeit formell an zu bildende deutsche Verwaltungsorgane übertragen. Sie löste die Sowjetische Militäradministration in Deutschland (SMAD) ab, die zuvor die alleinige administrative Gewalt in der Sowjetischen Besatzungszone ausgeübt hatte. Durch die Gründung der Deutschen Demokratischen Republik am 7. Oktober 1949 waren die Voraussetzungen gegeben, die Militärregierung abzulösen.
Das bedeutete jedoch keinesfalls, dass die Regierung der DDR unabhängig entscheiden konnte. Die Sowjetische Kontrollkommission konnte jederzeit Einfluss nehmen. Sie konnte zu treffende Entscheidungen vorgeben oder getroffene Entscheidungen revidieren. Sie kontrollierte sowohl die Regierung der DDR als auch die Landesregierungen. Sie gilt als die entscheidende Machtinstanz in der frühen DDR.
Als Chef der SKK wurde der Oberkommandierende der Gruppe der Sowjetischen Besatzungstruppen in Deutschland, Armeegeneral Wassilij Tschuikow, eingesetzt. Die SKK sollte die Durchführung der auf der Potsdamer Konferenz getroffenen Vereinbarungen als auch die anderen Beschlüsse der Vier Mächte in der DDR überwachen. Außerdem hatte sie die Interessen der Sowjetunion in der DDR zu vertreten. Aber sie unterstützte auch die SED bei ihren Maßnahmen gegen innere und äußere politische Gegner.

## Hohe Kommission der Sowjetunion in Deutschland
Nach dem Tod Josef Stalins wurde die SKK am 28. Mai 1953 in die „Hohe Kommission der UdSSR in Deutschland“ umgewandelt und bis März 1954 unter dieser Bezeichnung geführt. Der bisherige politische Berater General Tschuikows, Wladimir Semjonow, wurde zum Hohen Kommissar ernannt.
Die UdSSR stellte am 20. September 1955 durch Ministerratsbeschluss die „völlige Souveränität“ der DDR her. Das Amt des sowjetischen Hochkommissars wurde in einem weiteren Rechtsakt aufgehoben und zusätzlich ein Beistandspakt der beiden Länder geschlossen, diese vertreten durch Nikolai Bulganin und Otto Grotewohl. Faktisch übte die UdSSR aber weiterhin eine Kontrollfunktion aus, die nach der Auflösung der SKK und des Hohen Kommissariats vor allem durch die Botschaft der UdSSR in der DDR ausgeübt und durch die fortdauernde Präsenz sowjetischer Truppen in der DDR abgesichert wurde.
Wieweit sowjetische Durchgriffsrechte bis 1991 in der DDR in einer staatsrechtlich gültigen Form fortbestanden haben, analog den alliierten Vorbehaltsrechten und dem Artikel 2 des revidierten Deutschlandvertrags in der Bundesrepublik, unabhängig von der sowjetischen De-facto Machtausübung betrachtet, ist Gegenstand schwieriger zeitgeschichtlicher Untersuchungen, welche die Öffnung entsprechender Archive, vor allem in Moskau, voraussetzt.